# Scoot McNairy
Scoot McNairy (n. John Marcus McNairy) es un actor estadounidense conocido por sus papeles en Buscando un beso a medianoche, Herbie: Fully Loaded y Mr. Fix It. Interpreta el papel masculino principal en la película Monsters. También es conocido por aparecer en el vídeo musical para Fidelity de Regina Spektor. Aparece en la película de 2018 De caza con papá. En 2020 interpretó al agente Walt Breslin en la segunda temporada de Narcos: México.

## Vida personal
McNairy nació en Dallas, Texas, también pasó tiempo en el rancho de sus padres en París, Texas. El nombre de nacimiento de McNairy es John, pero nunca ha aparecido con ese nombre. Su padre comenzó a llamarlo Scooter cuando tenía dos años. 
En 2019 participó en la tercera temporada de True Detective.
Estuvo casado desde 2010 hasta noviembre de 2019 con la actriz y coprotagonista de Monsters, Whitney Able, a la que conoció durante el rodaje.